# Bettongia penicillata
 (novembre 2009).
Si vous disposez d'ouvrages ou d'articles de référence ou si vous connaissez des sites web de qualité traitant du thème abordé ici, merci de compléter l'article en donnant les références utiles à sa vérifiabilité et en les liant à la section « Notes et références ».
Espèce
Statut de conservation UICN

 CR A4be : 
En danger critique
Statut CITES
La Bettongie à queue touffue (Bettongia penicillata) est un petit (30 cm de long) marsupial membre de la famille des Potoroidae.
Il habitait autrefois plus de 60 % du continent australien, mais maintenant ne se trouve plus que sur moins de 1 %. Il est strictement nocturne et solitaire. Pendant la journée, il se repose dans un nid d'herbe et d'écorce bien fait et caché. Il creuse avec ses puissantes griffes à la recherche de nourriture, tels que les bulbes, les tubercules et les champignons. Son habitat comprend des forêts tempérées, les zones de buissons ainsi que les terres arbustives arides et les prairies.
Il vivait autrefois sur l'ensemble du sud-ouest de l'Australie-Occidentale, la plupart de l'Australie-Méridionale, l'angle nord-ouest du Victoria et dans la partie centrale de Nouvelle-Galles du Sud. Il était abondant dans le milieu du XIXe siècle. Dans les années 1920, il avait disparu de la plus grande partie de son aire de répartition. En 1992 il n'a été signalé que dans quatre petites zones d'Australie-Occidentale. En Australie-Méridionale, un certain nombre de zones de populations ont été créés grâce à la réintroduction d'animaux élevés en captivité. En 1996, il a été relâché dans six sites de l'ouest de l'Australie, y compris Karakamia Sanctuaire dirigé par l'Australian Wildlife Conservancy (AWC) et sur trois îles et deux sites continentaux dans le sud de l'Australie, à la suite de programmes de réintroduction et du contrôle des renards.
Le déclin de l'espèce semble avoir été causé par un certain nombre de facteurs. Il s'agit notamment de l'impact de l'introduction d'animaux de pâturage, du débroussaillage des terres agricoles, de la prédation par les renards roux et peut-être de la disparition des feux. Plus récemment, un accident soudain de la population restante - soit une baisse de 80 pour cent en cinq ans - est due à des causes indéterminées, bien que le chercheur Andrew Thompson ait trouvé deux infestations de parasites dans le sang des bettongies.
Le bettongie a un régime inhabituel pour un mammifère. Bien qu'il puisse manger des bulbes, tubercules, graines, des insectes et de larésine, l'essentiel de ses apports énergétiques provient de champignons souterrains, qui ne peuvent être digérés directement. Dans une partie de son estomac, les champignons sont consommés par des bactéries. Ces bactéries produisent des éléments nutritifs qui sont digérés dans le reste de l'estomac et l'intestin grêle.
Il est en mesure d'utiliser sa queue, enroulée autour d'une manière préhensile, pour le transport de matériel de nidification.

## Galerie

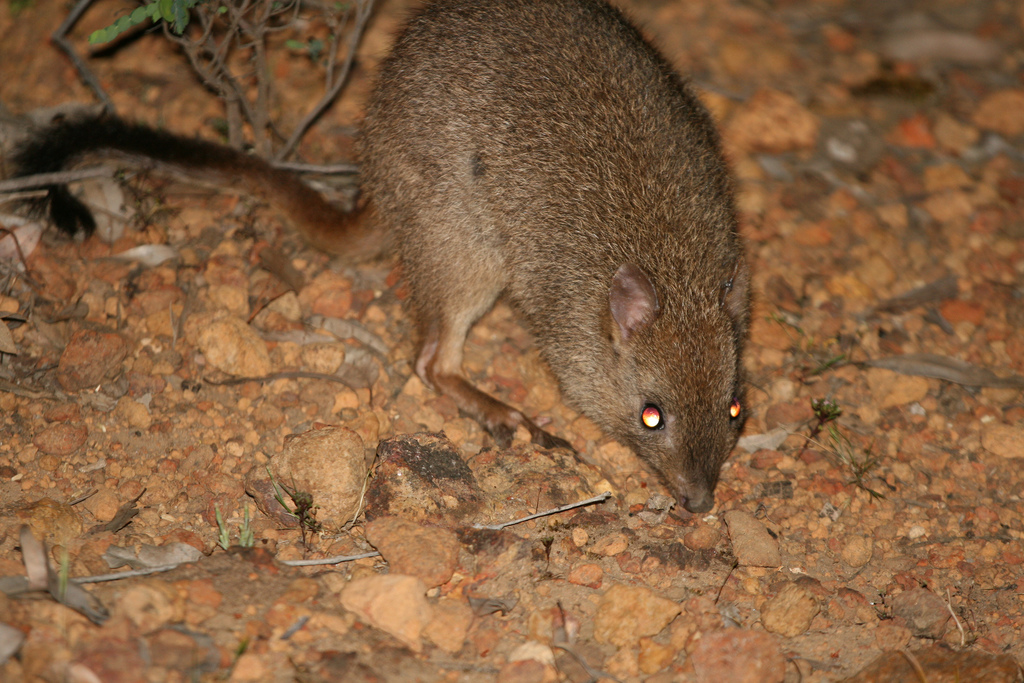